# Tierhalterhaftpflichtversicherung
Die Tierhalterhaftpflichtversicherung schützt den Tierhalter im Rahmen der vereinbarten Deckungssummen vor Schadensersatzansprüchen Dritter gegen ihn, die aufgrund seiner Tierhaltung entstehen können. Anspruchsgrundlage gegen den Tierhalter ist vor allem die Tierhalterhaftung nach § 833 Bürgerliches Gesetzbuch, der besagt, dass ein Tierhalter für Schäden, die sein Tier anrichtet, ohne eigenes Verschulden haftbar gemacht werden kann.
Die Tierhalterhaftpflichtversicherung ist vor allem für Halter von größeren Tieren (z. B. Hunde oder Pferde) von Bedeutung, da kleinere Haustiere in der Privathaftpflichtversicherung mit eingeschlossen sind. Eine Tierhalterhaftpflichtversicherung leistet bei
- Personenschäden (z. B. Schmerzensgeld, Behandlungskosten nach einem Biss),
- Sachschäden (z. B. ein Hund zerstört die teuren Schuhe eines Gastes),
- Vermögensschäden als Folge eines Personen- oder Sachschadens.[1]

Einige Versicherer schließen Hunde bestimmter Rassen aus oder erheben dafür erhöhte Beiträge. Dies betrifft vor allem die sogenannten Kampfhunde, denn sie stellen ein besonderes Risiko dar. Darüber hinaus decken die Versicherer bestimmte Schäden nicht ab, beispielsweise wenn der Halter die Maulkorb- oder Leinenpflicht nicht einhält oder der Halter selbst beschädigt wird. Dabei deckt die Tierhalterhaftpflichtversicherung nicht nur die direkten Schäden ab, sondern auch Gericht und Prozesskosten und geht damit schon in Bereiche der Rechtsschutzversicherung.
Halter von Kampfhunden sind in fast allen Bundesländern zu besonderen Schutzmaßnahmen verpflichtet, wie zum Beispiel zur Tierhalterhaftpflichtversicherung. Eine Hundeversicherung gliedert sich in die folgenden Bereiche: Kranken- und OP-Kostenversicherung, Hundehalterrechtsschutz und die Hundehalterhaftpflichtversicherung. Vorgeschrieben ist eine Hundehalterhaftpflichtversicherung nur in einigen Fällen nach Landesrecht (Landeshundegesetze) und nur für jeweils verschiedene Teilbereiche der Hundepopulation. Im Jahr 2024 gilt die Versicherungspflicht für Hunde jeglicher Art für die Bundesländer Hamburg, Berlin, Niedersachsen, Sachsen-Anhalt, Schleswig-Holstein und Thüringen.
Für diese sechs Bundesländer, in denen die Haltung aller Hunde der gesetzlichen Hundehaftpflicht unterliegt, gilt, dass ein Hund ab dem Zeitraum von 3–6 Monaten versichert sein muss. Darüber hinaus gelten für viele Bundesländer sowohl die Maulkorb- als auch die Leinenpflicht.

## Besonderheiten bei der Hundehaftpflichtversicherung
Wie bei jeder Versicherung gibt es Besonderheiten, auf die der Versicherungsnehmer achten sollte:
- Hundezüchter haben meistens die Möglichkeit, die neugeborenen Welpen für ein Jahr bei ihrer Wurfmutter kostenlos mitzuversichern.
- Das Gesetz sieht eine Mindestversicherungssumme von 1 Mio. Euro im Schadensfall vor
- Fremdhalter sollten ebenfalls mitversichert werden
- Verletzt ein Hund ein Familienmitglied, muss die Hundehaftpflichtversicherung kein Schmerzensgeld bezahlen. Denn rechtlich gesehen haben Familienmitglieder denselben Status wie der eigentliche Halter.[3]
- Versicherungsschutz sollte auch bei ungewollter Deckung greifen
- Optional bieten einige Versicherer die Möglichkeit, sich für Hundeschlittenrennen zu versichern.
- Wenn Hunde auf Reisen in Hotels oder anderswo Mietsachen beschädigen, springt die Versicherung ein. Auch generelle Schäden im Ausland können von der Versicherung übernommen werden.
- Die Höhe der Versicherungsbeiträge richtet sich nach der Selbstbeteiligung und der Deckungssumme. Da Tierhalter immer für durch ihre Tiere entstandene Schäden aufkommen müssen,[4] ist vor allem letzteren besondere Aufmerksamkeit zu schenken.

## Regelung nach Bundesland
Das Thema Pflicht zur Tierhalterhaftpflicht wird auf Länderebene entschieden. So besteht eine grundsätzliche Pflicht in Berlin, Hamburg, Niedersachsen, Sachsen-Anhalt, Schleswig-Holstein und in Thüringen. 
In Nordrhein-Westfalen besteht ein Erfordernis nur dann, wenn der Hund eine Körpergröße von mindestens 40 cm bzw. ein Gewicht von 20 Kilogramm überschritten haben sollte.
In Bundesländern wie Baden-Württemberg, Bayern und Rheinland-Pfalz gilt eine Verpflichtung nur dann, wenn eine Auffälligkeit des Hundes bescheinigt worden ist. 
Einzige Ausnahme bildet das Land Mecklenburg-Vorpommern, wo gar keine Versicherungspflicht besteht.

## Gifttiere
Das nordrhein-westfälische Gifttiergesetz schreibt für die Haltung bestimmter Giftschlangenarten, Skorpione und Webspinnen außer der Vollendung des 18. Lebensjahres und der persönlichen Zuverlässigkeit des Halters den Nachweis einer Haftpflichtversicherung mit einer Mindestversicherungssumme in Höhe von 1 000 000 Euro für Personenschäden und sonstige Schäden vor.